# Amadeu da Silva
Beato Amadeu da Silva, também conhecido por Amadeu Lusitano ou Amadeu Hispano, nascido D. João de Menezes da Silva (Campo Maior, 1420 – Milão, 10 de Agosto de 1482), foi um nobre português e beato católico.
Foi um dos responsáveis pela instalação dos Frades Menores em Roma, a pedido do Papa Sisto IV, ele próprio franciscano. Foi essencialmente um contemplativo e um reformador. O conjunto de conventos por ele reformados tomou o nome de "amadeístas".
Foi uma personalidade quase desconhecida em Portugal, mas bastante afamado na Itália no século XV. A sua obra principal, Apocalypsis Nova (Nova Revelação), foi mais tarde fortemente criticada e condenada pela Inquisição.
Nesse texto, desse seu livro, surge como um campeão da vida austera, solitária e contemplativa. Vivera numa “caverna da montanha”, “caminhava descalço e vestido só com a túnica; o seu alimento era pão e água, uma vez por dia, depois da Noa, logo após a Missa”. Outros testemunhos contemporâneos reforçam esta imagem: em constante penitência de cilícios e jejuns, chegou a ser humilhado pelas populações, que o consideravam herege.
Mas já na data de 16 de Julho de 1483, em menos um ano após a sua morte, os responsáveis pela Igreja de Sancta Maria della Pace di Milano rogam ao Papa autorização para poderem celebrar missa diariamente, à meia noite ou ao meio dia, a fim de satisfazer a incontável multidão dos que diariamente se apinhavam, vindos de todos os lados, à volta do túmulo de Amadeu.

## Biografia
Crê-se que terá nascido em Campo Maior (embora haja dúvidas historiográficas recentes, que apontam para a possibilidade de tanto ele como a irmã terem nascido em Ceuta), filho de D. Rui Gomes da Silva, Alcaide de Campo Maior e Ouguela, escudeiro de D. João I e conselheiro de D. Duarte e de D. Afonso V, e D. Isabel de Menezes, filha bastarda de D. Pedro Meneses, Conde de Vila Real e primeiro Governador dessa cidade. Era irmão de Santa Beatriz da Silva.
D. Rui Gomes da Silva participou na conquista de Ceuta, onde foi sagrado cavaleiro pelo infante D. Duarte. Nessa mesma cidade, casou-se, em 13 de Novembro de 1422, com D.ª Isabel de Meneses, pelo que os dois só assentaram arraiais em Portugal, no início de 1427.
Sabe-se que foi educado na corte de D. Duarte I de Portugal.
No final da década de 40 do séc. XV, aos 18 ou 19 anos de idade, terá acalentado amores pela jovem infanta Leonor de Portugal, três anos mais nova. Teria tido acesso à Infanta por intermédio de D. Guiomar de Castro, de quem era primo co-sobrinho pelo lado materno. Conta-se que embarcou, clandestinamente, para Itália na armada que levou a Infanta D. Leonor e que, após o casamento desta, abraçou a vida religiosa; segundo as mesmas fontes tê-lo-á feito por desgosto de ver a sua amada casada com outrem.
Sabe-se que, aos vinte anos de idade, combateu ao lado de D. Afonso V na Batalha de Alfarrobeira, sendo ferido num braço.
Na subsequência deste desfecho, ter-se-á retirando em seguida para a vida religiosa.

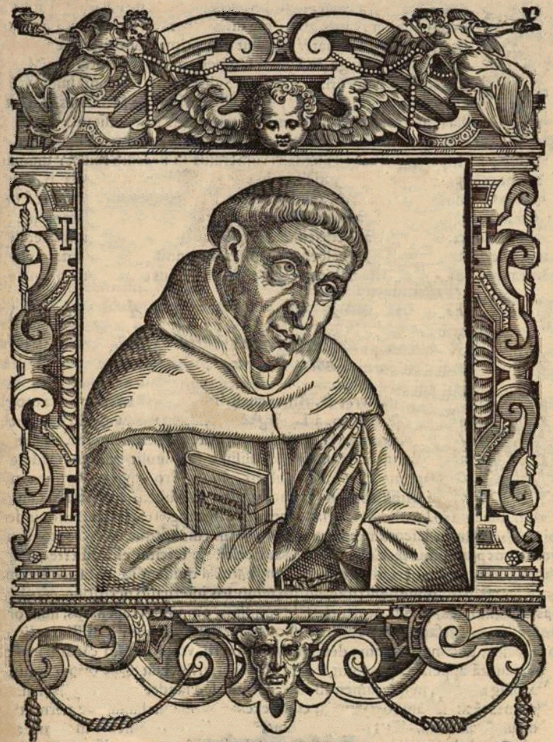
Vera effigies, publicada no Historiarum Seraphicae Religionis de Pietro Ridolfi, 1586

Entrou primeiro na Ordem dos Eremitas de São Jerónimo, no Mosteiro de Nossa Senhora de Guadalupe, em Espanha, sendo que há autores modernos, como o prof. Sousa Costa, que defendem que não terá lá permanecido mais do que um ano. Depois de ter sofrido de doença grave, que o acamou, e de, em convalescença, ter tido visões religiosas, pede licença escrita ao prior Gonzalo de Illescas, em 11 de dezembro de 1452, e muda-se para Assis, em Itália. Depois ingressa na Ordem dos Frades Menores franciscanos, em Úbeda, trocando, assim, o hábito branco pelo castanho.
Foi ordenado sacerdote em 1459.
Levado pelo fervor religioso e porque não foi consentida a sua entrada nos "franciscanos espirituais" por estes se haverem desligado da obediência hierárquica, acabou por fundar um ramo próprio, uma nova Congregação interna, que se espalhou pela região da Lombardia, sob a proteção de Francesco Sforza e Bianca Maria, Duques de Milão, cujo monges passaram a ser conhecidos por Amadeitas.
Nessa altura, funda diversos conventos, nomeadamente em Morliano, em 1457, e em Oreno, em 1460.
Foi então que o Superior-Geral dos franciscanos foi designado Papa Sisto IV que o chamou para ser o seu confessor e conselheiro assim como os seus conventos passaram a estar sob sua custódia.
Do mesmo papa terá recebido, a 18 de Junho de 1472, o convento de São Pedro in Montorio, em Roma, junto do palácio apostólico, onde passou a viver numa pequena Comunidade, em ambiente de pobreza e meditação. Aí, numa caverna dentro da sua cerca, em estados de êxtase, terá recebido, em revelações sucessivas, o conteúdo da Nova Apocalypsis, cuja obra pode dizer-se que tem uma finalidade bem definida, propugnar pela reforma da Igreja e pela sua união.
Internado na enfermaria do Mosteiro de Maria della Pace, em Milão, morre a 10 de Agosto de 1482.